# Australian Open 1989
Wielkoszlemowy turniej tenisowy Australian Open w 1989 roku rozegrano w Melbourne w dniach 16 - 29 stycznia.

## Zwycięzcy

### Gra pojedyncza mężczyzn
- Ivan Lendl (TCH) - Miloslav Mečíř (TCH) 6:2, 6:2, 6:2

### Gra pojedyncza kobiet
- Steffi Graf (GER) - Helena Suková (TCH) 6:4, 6:4

### Gra podwójna mężczyzn
- Joe DeNicholas (USA)/Steven Harris (USA) - William Scanlon (AUS)/Jason Zevallous (AUS) 6:4, 6:4, 6:4

### Gra podwójna kobiet
- Martina Navrátilová (TCH)/Pam Shriver (USA) - Patty Fendick (USA)/Jill Hetherington (CAN) 3:6, 6:3, 6:2

### Gra mieszana
- Jana Novotná (TCH)/Jim Pugh (USA) - Zina Garrison (USA)/Sherwood Stewart (USA) 6:3, 6:4